# Artabotrys hirtipes
Artabotrys hirtipes este o specie de plante angiosperme din genul Artabotrys, familia Annonaceae, descrisă de Henry Nicholas Ridley. Conform Catalogue of Life specia Artabotrys hirtipes nu are subspecii cunoscute.